# Unione Sportiva Ragusa 2004-2005
Questa pagina raccoglie le informazioni riguardanti l'Unione Sportiva Ragusa nelle competizioni ufficiali della stagione 2004-2005.

## Rosa
| N. |                   | Ruolo | Calciatore              |  |
| -- | ----------------- | ----- | ----------------------- |  |
|    | Italia (bandiera) | P     | Davide Accialini        |  |
|    | Italia (bandiera) | A     | Alessio Ammendolea      |  |
|    | Italia (bandiera) | C     | Luigi Artiaco           |  |
|    | Italia (bandiera) |       | Berretta                |  |
|    | Italia (bandiera) | C     | Alessandro Bonaffini    |  |
|    | Italia (bandiera) | C     | Roberto Cau             |  |
|    | Italia (bandiera) | D     | Agatino Chiavaro        |  |
|    | Italia (bandiera) | A     | Giovanni Cinnirella     |  |
|    | Italia (bandiera) | C     | Pietro Cutaia           |  |
|    | Italia (bandiera) | C     | Giuseppe Di Domenico    |  |
|    | Italia (bandiera) | C     | Elio Di Toro            |  |
|    | Italia (bandiera) | A     | Francesco Erbini        |  |
|    | Italia (bandiera) | P     | Salvatore Fagone Pulice |  |
|    | Italia (bandiera) | D     | Sebastiano Falanca      |  |
|    | Italia (bandiera) | D     | Stefano Fumagalli       |  |

| N. |                   | Ruolo | Calciatore         |
| -- | ----------------- | ----- | ------------------ |
|    | Italia (bandiera) | C     | Roberto Gemmi      |
|    | Italia (bandiera) | A     | Giuseppe Ierna     |
|    | Italia (bandiera) | D     | Pietro Infantino   |
|    | Italia (bandiera) | P     | Francesco Leone    |
|    | Italia (bandiera) | D     | Giuseppe Misiti    |
|    | Italia (bandiera) | A     | Enea Parma         |
|    | Italia (bandiera) | C     | Gaspare Pellegrino |
|    | Italia (bandiera) | A     | Gianvito Plasmati  |
|    | Italia (bandiera) | A     | Flavio Puggioni    |
|    | Italia (bandiera) | C     | Pasquale Rocca     |
|    | Ghana (bandiera)  | A     | Abubakari Sadiki   |
|    | Italia (bandiera) | D     | Simone Tamburro    |
|    | Italia (bandiera) | D     | Graziano Ursino    |
|    | Italia (bandiera) | D     | Francesco Vidigni  |
|    | Italia (bandiera) | A     | Keivan Zarineh     |